# Pisma na brezovem lubju
Zapisi na kosih brezovega lubja, t. i. pisma na brezovem lubju (берестяны́е гра́моты), povečini najdena v Novgorodu, so pomemben spomenik starovzhodnoslovanske (staroruske) pismenosti iz obdobja od 11. do 15. stoletja. Predstavljajo temeljni vir o zgodovini takratne družbe in vsakdanjega življenja srednjeveških ljudi kot tudi o zgodovini vzhodnoslovanskih jezikov. Z njihovim odkritjem so se zamajala doslej tradicionalno sprejeta izhodišča o stanju takratnega jezika.

## Odkritje pisem
Pisma iz srednjeveške Rusije so prvič našli v Velikem Novgorodu. Zaradi ugodnih naravnih pogojev, zlasti vrhnjega sloja zemlje, so se pisma na tem območju odlično ohranila. Prvotne najdbe segajo že v konec 19. stoletja, vendar se ta pisma do danes žal niso ohranila. Kmetje so na tamkajšnjem ozemlju našli fragmente, ki jih je nato od njih odkupil zbiratelj, lokalni zgodovinar in amaterski arheolog Vasilij S. Peredolski. Po tej naključni najdbi je pričel izvajati arheološka izkopavanja in prišel do zanimivih odkritij, vključno z ugotovitvijo, da je v Novgorodu odlično ohranjena kulturna plast (arheol.). Čeprav je bil sam prepričan, da gre za pisma prednikov, mu zaradi pomanjkanja ustreznega znanja s koščkov lubja ni uspelo ničesar razbrati. Zavladalo je mnenje, da gre zgolj za potegavščino ali čečkarije nepismenih kmetov 19. stol. Težko je bilo namreč verjeti, da so se pisma, skoraj 1000 let zakopana v zemlji, tako dobro ohranila. Tako je bila prva zbirka pisem ob zasegu zasebnega muzeja Peredolskega starin v dvajsetih letih dvajsetega stoletja za vedno izgubljena kot predmet brez muzejske vrednosti.
Šele leta 1951 je bilo v okviru obsežnih arheoloških izkopavanj, ki so potekla vzporedno z obnovitvijo mesta (to je med drugo svetovno vojno utrpelo gmotno škodo), skoraj po naključju najdeno prvo pismo. Do danes je bilo najdenih preko tisoč pisem. Ker so bila najdena v različnih zemeljskih plasteh, je postalo jasno, da je bilo prebivalstvo Novgoroda pismeno že vsaj od 9. stoletja dalje.
Črke so na notranjo stran lubja vrezali z ostro konico kovinskega ali iz kosti narejenega pisala (starorusko – писало) in jih je zato mogoče prebrati brez težav. Od vseh odkritih pisem so le tri napisana z mnogo bolj delikatnim.Približno četrtina do sedaj znanih pisem je ohranjenih v celoti, ostala so fragmentarna. Dimenzije pisem se med seboj razlikujejo; po dolžini od 5 do 50 centimetrov ter širini od 1 do 20 cm. Ker se lubje zvija, imajo pisma običajno obliko zvitka. Najdaljše besedilo, zapisano na enem listu brezovega lubja, vsebuje 116 besed.
Od prve najdbe v 50. letih dvajsetega stoletja je do podobnih odkritij prišlo tudi v drugih mestih po Rusiji (Stara Rusa, Smolensk, Toržо́k, Pskov, Tver, Moskva, Rjazan, Vologda), čeprav je Novgorod po številu najdb daleč najbogatejši vir. V Ukrajini so bili dokumenti na brezovem lubju najdeni v Zvenigorodu in na Volinskem. V Belorusiji pa je bilo nekaj dokumentov izkopanih v Vitebsku in Mstislavlu.

## Obseg
Število in kraj najdenih pisem po zadnjih podatkih:
| Veliki Novgorod               | 1113 pisem in ena ikona |
| Stara Rusa                    | 49                      |
| Toržok                        | 19                      |
| Smolensk                      | 16                      |
| Pskov                         | 8                       |
| Tver                          | 5                       |
| Moskva                        | 4                       |
| Zvenigorod Galicki (Ukrajina) | 3                       |
| Mistislavl (Belorusija)       | 2                       |
| Vitebsk (Belorusija)          | 1                       |
| Stari Rjazan                  | 1                       |
| Vologda                       | 1                       |

Skupno število: 1223

## Časovna umestitev
Čas nastanka pisem določajo z arheološkimi metodami, glavna med njimi je statigrafska datacija (ugotavljanje, iz katere arheoloških plasti prihaja pismo), pri čemer ima dendrokronologija pomembno vlogo. Ta metoda omogoča določanje vrstnega reda pisem z natančnostjo 20−40 let. Pri določanju časa nastanka pisem se upoštevajo tudi paleografski podatki in zgodovina jezika. Datiranje je še dodatno podkrepljeno v primeru, ko se osebe v pismih ujemajo z zgodovinskimi osebami, omenjenimi v letopisih.

## Vsebina
Več kot dve tretjini pisem je osebne narave. V večini primerov gre za probleme vsakdanjega življenja: poročila o preteklih dogodkih, razne prošnje in napotki za domače gospodinjstvo, razpravljanje o trgovskih in drugih denarnih zadevah, družinske težave, spori itd. Posebno podkategorijo pisem predstavljajo kolektivne prošnje in pritožbe kmetov (Челоби́тные крестья́н). 
Avtorji in prejemniki pisem prihajajo iz raznih družbenih okolij. Pisale so jih tudi ženske. Vse to priča o znatni razširjenosti pismenosti v srednjeveški Rusiji, o kateri do odkritja ni bilo podatkov. 
Poleg osebnih pisem je med zapisi najti tudi različne registre in uradne dokumente oziroma njihove osnutke (oporoke, kupčije, potrdila itd.).
Tematsko skupino besedil predstavlja učno gradivo: abecede, spiski zlogov, šolske vaje in celo zapisi in risbe šolarja Onfima, ki so pritegnile veliko pozornosti v javnosti.
Med pismi so razmeroma redka liturgična besedila (molitve, zapiski, naročila za ikone, nauki).

## Pisma kot zgodovinski vir
Že njihov prvi najditelj Artemij V. Arcihovski (vodja takratnih arheoloških izkopavanj) je v pismih prepoznal neprecenljiv vir informacij o vsakdanjem življenju stare Rusije in njenem jeziku.

### Posebnost vira
Pisma so hkrati arheološki in pisni vir; kraj njihovega nastanka je za zgodovino prav tako pomemben kot njihova vsebina.  Marsikatera predhodna arheološka najdba je po njihovem odkritju »dobila svoje ime«. Tako lahko namesto o  »posestvu plemenitega Novgorodčana« govorimo o »posestvu duhovnika in umetnika Oliseja Petroviča, z vzdevkom Grečin«. Pojavljanje istih imen v pismih s sosednjih posesti, omembe knezov in drugih lokalnih veljakov, omembe velikih denarnih vsot, imena krajev – vse to priča o zgodovini zgradb, njihovih lastnikov, njihovem družbenem statusu ter o odnosih z drugimi mesti in okrožji. 

### Politična in družbena zgodovina
Zahvaljujoč pismom na brezovem lubju je bila bolje raziskana genealogija starih novgorodskih rodbin. Pojasnjene so bile politične vloge nekaterih osebnosti, ki v letopisih niso bile dovolj razumljive. Pisma govorijo o lastništvu novgorodskih zemljišč, gospodarskih odnosih z ostalimi mesti. Kmečke prošnje in pritožbe ter oporoke iz 14. in 15. stoletja pričajo o širjenju tlačanstva, razvoju pravosodne birokracije in administracije. Izvemo dejstva o vojaških konfliktih in zunanji politiki Novgoroda, o pobiranju davkov iz osvojenih dežel – nešteto podrobnosti iz vsakdanjega življenja, ki jih ne najdemo v uradnih dokumentih.

## Jezik
Jezikoslovna obdelava pisem je prinesla ugotovitve, da je predstava o razmeroma enotnem vzhodnoslovanskem govoru neupravičena. Prav tako jezikoslovci opažajo, da ne gre za nek enoten novgorodski dialekt, ampak se v pismih odraža veliko narečnih posebnosti severnega dela vzhodne slovanščine in po mnenju vodilnega raziskovalca novgorodskih pisem Andreja A. Zaliznjaka celo elementi, ki ne sodijo v nobeno od treh tradicionalnih vej slovanskih jezikov. Četudi takšne domneve niso splošno sprejete, rahljajo tradicionalno sprejeto predstavo o enotnosti vzhodnoslovanskega jezikovnega prostora in odpirajo pot novim teorijam. Zaliznjak pravi, da sta se v poznopraslovanskem obdobju lahko katerakoli praslovanska dialekta, ki sta se zaradi geografskih ali političnih razlogov znašla v stiku, vključila v skupen jezikovni razvoj.  Skupnosti pa so se vzpostavljale in razpadale, in tako je prišlo do povezav, ki še danes obstajajo za vsak par slovanskih jezikov in se ne ozirajo na sodobno razmejitev jezikovnih skupnosti na vzhodno, zahodno in južnoslovansko.

### Novgorodski (novgorodsko-pskovski) dialekt
Večina najdenih pisem z ozemlja Novgorodske republike (rus. Новгоро́дская респу́блика) – Novgoroda, Stare Rus in Toržka – je napisanih v stari novgorodščini, ki se od starovzhodnoslovanščine (staroruščine) razlikuje na več ravneh: v fonetiki, morfologiji in delno v besedišču. V širšem smislu lahko k novgorodskemu prištevamo tudi narečje iz Pskova, ki ima sicer številne lastne fonetične posebnosti. Tako lahko govorimo o novgorodsko-pskovski vzhodni slovanščini kot enem od starejših vzhodnoslovanskih geolektov. 
Nekatere novgorodsko-pskovske narečne elemente so zgodovinarji poznali že prej, vendar so se v rokopisih pojavljali le občasno prek vdiranja v sicer cerkvenoslovansko ali starovzhodnoslovansko (starorusko) besedilo.  V novgorodskih pismih se ti elementi pojavljajo povsem dosledno z rahlim vplivom knjižne norme. Matej Šekli predlaga delitev na pet starejših vzhodnoslovanskih geolektov:
1. severovzhodna vzhodna slovanščina (ruščina brez zahodne osrednje ruščine)
2. novgorodsko-pskovska vzhodna slovanščina (zahoda osrednja ruščina)
3. pološko-smolenska vzhodna slovanščina (severovzhodna beloruščina)
4. poleško-kijevska vzhodna slovanščina (jugozahodna beloruščina in severna ukrajinščina)
5. jugozahodna vzhodna slovanščina (južna ukrajinščina)

Podatke o starem govoru vsebujejo tudi pisma iz ostalih mest, vendar je zaradi majhne količine materiala njihova jezikovna vrednost še vedno manjša kot pri novgorodskih pismih.

#### Nekatere posebnosti novgorodsko-pskovskega dialekta:
1. Cokanje: prim. v pismu št. 580: цето ustreza »standardnemu« vzhsl. Чьто ('kaj, kar')
2. Odsotnost druge palatalizacije v korenih besed in na stiku osnove in končnice – velari *k, *g, *x v poziciji pred sprednjima samoglasnikoma ě in i se le zmehčajo, vendar ne preidejo v sičnike kot v ostalih praslovanskih dialektih.
  - Ohranjeni skupini *kv, *gv (domnevno tudi *xv) v poziciji pred samoglasniki ě, i, ь (kot v zahodnoslovanskih jezikih ): гвѣзда «звезда»; квѣт «цвет».   Primer: v pismu št. 247: »а замъке кѣле а двьри кѣлѣ а господарь« (namesto »a замок цел и двери целы«).
3. Odsotnost tretje palatalizacije pri h-ju – namesto korena вьс- obstaja вьх-, npr. вхоу nam. всю ('vso'). Pri nekaterih redkih izjemah je to veljalo tudi za fonem *g (»нелга« 'нельзя' ('ne sme se, ni dovoljeno, ni mogoče')), medtem ko za  *k velja, da se je vedno palataliziral: »отьць« (< *otьcь' < *otьkъ)
4. Nekatere posebnosti praslovanskih refleksov *tj, *dj, *sj (*stj), *zj (*zdj):   
psl. *tj 
> vsl. *č               
            > novg. *c’’ oziroma mehčani c (od starovzhodnoslovnščine se razlikuje le po c  namesto č): хоц’’еши (rus. хочешь)    
psl.*stj > vsl.* š’č’                           
            > novg.*s’’c’’: [pus’’c’’u]                
            > psk.* š’k’    
psl.*zdj 
> vsl.*žd                              
              > novg.*ž’ǯ’: [pr’ijěž’ǯ’aj]                 
              > psk.* ž’g’
5. psl.*tl, *dl > novg. *l: повелъ                  
> psk.*kl, *gl: повегле 'повёл'     
V večjem delu vzhodne slovanščine sta se *tl, *dl poenostavila v l, na ozemlju pskovske in deloma novgorodske vzhodne slovanščine pa sta prešla v kl, gl. Ko gre za zemljepisna imena, se pojavljata oba razvoja tako v pskovskem kot v novgorodskem narečju.
6. Poseben razvoj medsoglasniških dvoglasniških zvez polglasnik + jezičnik   *TьRT, *TъRT > TьRьT, TъRъT: »мълъвити« v nasprotju z »мълвити«.
7. Šokanje (шоканье (шепелявенье)) – sovpad s’ — š’, z’ — ž’, s čimer se pojavita fonema s’’, z’’  с’’есть «шесть», з’’алоба «жалоба».  Značilno je predvsem za pskovsko narečje, z redkejšimi pojavi v novgorodskem narečju in v starovzhodnoslovanščini.
8. Prisotnost protetičnega j v številnih besedah, kjer ga v starovzhodoslovanščini ni:  novg.-psk. юбрѫсе : vsl. убрус ('brisača')
9. Regresivna asimilacija ь in ъ je odvisna od kakovosti samoglasnika v naslednjem zlogu. Prihaja do zamenjave ь v ъ in obratno:   *vьx- > vъхо : вьхемо (zadnji : sprednji samoglasnik) ('uho)  *възьмъ > възъмъ ('vzemi')
10. Razlikovanje ozkega in širokega o.

Pri morfologiji je najbolj vidna značilnost končnica –e (namesto –ъ) v imenovalniku ednine  samostalnikov o-jevske sklanjatve. Primer v pismu št. 605: игоумене не поустиле ne ustreza »standarnemu« vzhsl. игоуменъ не поустилъ. Pred tem e je odstoten tudi refleks prve palatalizacije: замъке «замок», in ne *замъче.
V pismu (združenih številkah 607 in 562) je opaziti tudi skladenjsko posebnost novgorodskega dialekta, in sicer rabo predloga ou (rusko y), ki poleg označevanja mesta (pri Sičevičih) lahko izraža tudi vršilca dejanja v trpniku (s strani Sičevičev). Predlog se uporablja tudi v sodobnem ruskem jeziku, vendar označuje svojino: У меня есть брат ('Imam brata') oziroma bližino: Я стою у окна ('Stojim pri oknu'). Pri trpniku se v sodobni ruščini vršilec dejanja izraža z brezpredložnim orodnikom. Zato bi stavek v sodobni ruščini izgledal takole: »Сычевичами убит Жизнобуд«.

Združeni pismi št. 607 in 562. Poročilo o kaznivem dejanju (Izvirno besedilo z dodanimi presledki):
жизнобоудє погоублєенє оу сычевиць
новъгородьскє смьрдє а за ним[и и] з[а]‐

дьницѧ
Prevod: 'Žiznobud, novgorodski kmet je bil umorjen s strani Sičevičev/pri Sičevičih. V njihovih rokah je tudi njegova dediščina.'

### Pravopis in zgodovina abecede
V vseh pismih (iz vseh mest) gre za sistem jezikovnih pravil, ki je veljal v vsakdanji rabi (бытовая графическая система) in po katerem se lahko zamenjujejo zlasti črke ъ—о, ь—е in е— ѣ. Najdemo lahko zapise, kot so: поклоно, пъклоно, коне, къне, za običajno поклонъ in конь. V tem slogu je napisana velika večina pisem iz sredine 12. do konca 14. stoletja. Čeprav to sprva ni bilo očitno, gre za urejen sistem in ne za odraz slabe pismenosti piscev. Postavlja se vprašanje, ali je bila cerkvena slovanščina potemtakem res edini zapisani jezik na vzhodnoslovanskem prostoru.  
Pisma so tudi pomemben vir za preučevanje nastanka cirilske abecede oz. azbuke. Abeceda je zapisana že v enem od prvih najdenih pisem, v pismu št. 591 (11. stoletje), kot tudi v pismu št. 460 (12. stoletje). Abecedniki na brezovem lubju odražajo različne stopnje oblikovanja cirilice, pri čemer se črke v abecednikih in dejanskih tekstih iste dobe pogosto ne ujemajo.